# Amtsgericht Friedland (Niedersachsen)

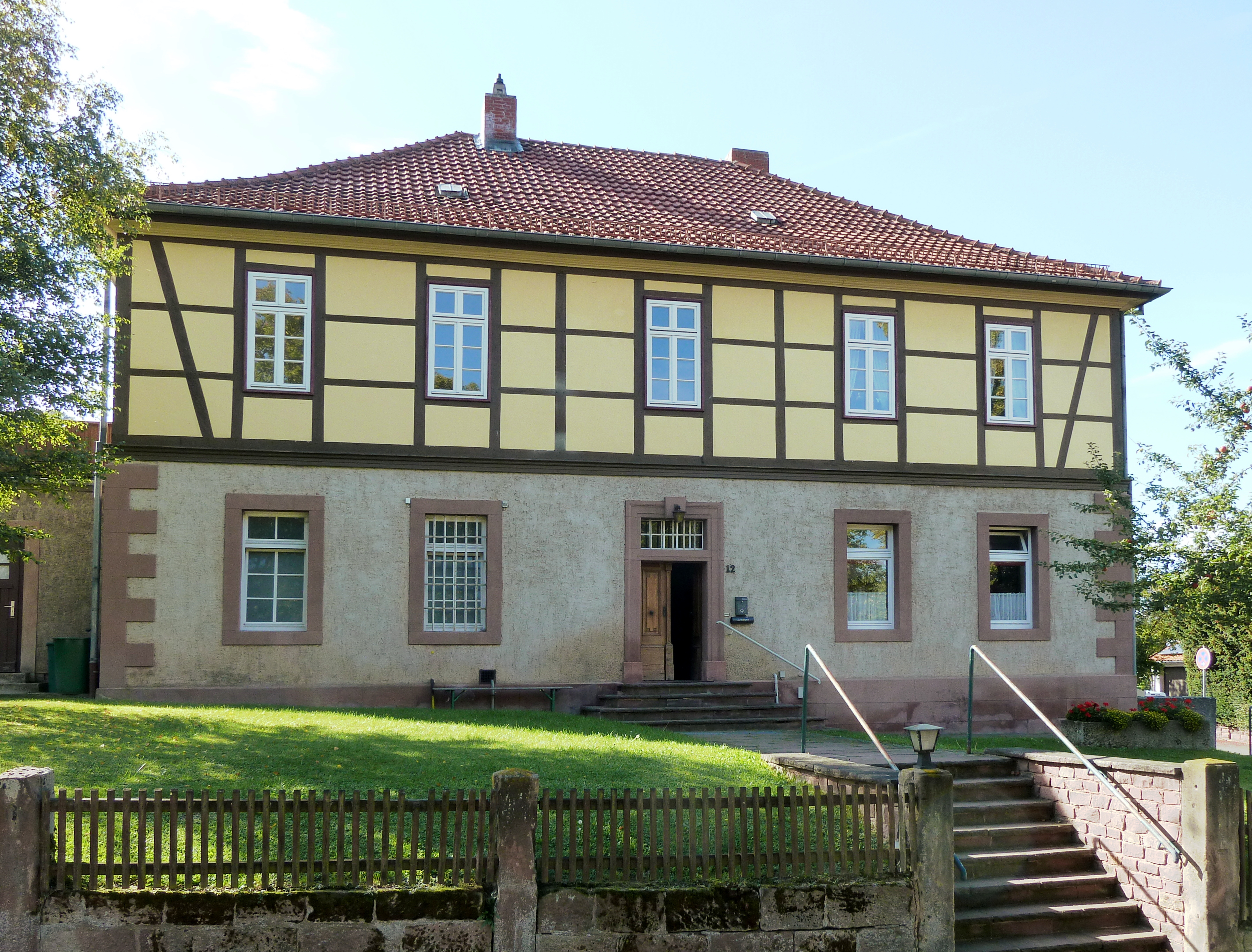
Gerichtsgebäude des Amtes Friedland

Das Amtsgericht Friedland war ein Gericht der ordentlichen Gerichtsbarkeit in Friedland.
Nach der Revolution von 1848 wurde im Königreich Hannover die Rechtsprechung von der Verwaltung getrennt und die Patrimonialgerichtsbarkeit abgeschafft.
Das Amtsgericht wurde daraufhin mit der Verordnung vom 7. August 1852 die Bildung der Amtsgerichte und unteren Verwaltungsbehörden betreffend als königlich hannoversches Amtsgericht gegründet.
Es umfasste das Amt Friedland.
Das Amtsgericht war dem Obergericht Göttingen untergeordnet. Es wurde 1859 aufgehoben und sein Gerichtsbezirk dem des Amtsgerichtes Reinhausen zugeordnet.
Als Gerichtsgebäude diente das westlich des Amtshofs Friedland gelegene Gerichtshaus. Es wurde bereits um 1820 mit massivem Erdgeschoss und Fachwerk-Obergeschoss errichtet und enthält noch Reste von Arrestzellen. Heute steht das Gebäude unter Denkmalschutz.